# Frankie Muniz
 (février 2023).
Si vous disposez d'ouvrages ou d'articles de référence ou si vous connaissez des sites web de qualité traitant du thème abordé ici, merci de compléter l'article en donnant les références utiles à sa vérifiabilité et en les liant à la section « Notes et références ».
Pour les articles homonymes, voir Muniz.
Francisco Muñiz, dit Frankie Muniz, né le 5 décembre 1985 à Wood-Ridge dans le New Jersey, est un acteur, musicien et pilote automobile américain. Il est connu pour avoir tenu le rôle principal dans la série télévisée Malcolm de 2000 à 2006.

## Biographie

### Jeunesse et formation
La mère de Frankie Muniz, Denise, a des origines irlandaises et italiennes. Son père est portoricain avec des ascendances espagnoles et plus précisément des Asturies. Il prend goût au jeu d’acteur en voyant sa grande sœur Christina jouer. Depuis l'âge de 6 ans, sa mère lui fait l'école à la maison. À l'âge de 8 ans, il est choisi dans une production locale, A Christmas Carol, pour tenir le rôle de Tiny Tim, qu’il reprendra les deux saisons suivantes.

### Jeune révélation télévisuelle (1997-2006)
En 1997, il fait ses débuts à la télévision dans le téléfilm To Dance With Olivia, puis dans What the Deaf Man Heard. En 1998, il apparaît dans un épisode de Spin City, et dans un épisode de Sabrina, l'apprentie sorcière. En 1999, il obtient un petit rôle dans Une fille qui a du chien (Lost & Found), aux côtés de Sophie Marceau et de David Spade, qui lui permet de rendre son visage familier aux millions de ménages américains.[réf. nécessaire]
En remplacement d'une autre série, la Fox présente Malcolm in the Middle à la mi-saison en 2000. Le programme est rapidement plébiscité. Frankie Muniz tient le rôle principal, Malcolm, un jeune surdoué, troisième enfant d’une famille peu commune. L'originalité de la série tient, à l'époque, en particulier du fait que le personnage de Malcolm s'adresse directement au téléspectateur et observe la caméra en narrant son quotidien, en partageant ce qu'il a en tête. Pour cette performance, Frankie est nommé deux fois pour les Golden Globes en 2000 et 2001, et est honoré du Hollywood Reporter Young Star Award.
Une fois Malcolm lancé, le jeune acteur enchaîne avec des rôles plus développés : en 2002, il partage l'affiche de la comédie jeunesse Méchant Menteur avec une autre jeune valeur montante, Amanda Bynes. Puis en 2003, il joue le rôle-titre de la comédie d'action Cody Banks, agent secret aux côtés d'Hilary Duff avec qui il avait déjà joué dans l'épisode 15 de la saison 2 de la série Lizzie McGuire l'année précédente. Le succès du film l'amène à signer pour une suite, sortie en 2004 : Cody Banks, agent secret 2 : Destination Londres. Le film est cette fois éreinté par la critique.
L'acteur fait ensuite quelques caméos - en tant que petit ami de Cher, dans le film Deux en un (Stuck on You) des frères Farrelly avec Matt Damon et Greg Kinnear, ou encore dans la satire Walk Hard: The Dewey Cox Story, et joue le rôle de Buddy Holly, sortie en décembre 2007.
En 2006, alors que Malcolm s'arrête, il est au casting du film d'horreur Stay Alive, aux côtés de Jon Foster, Samaire Armstrong et Sophia Bush. Puis il est l'invité vedette d'un épisode de la troisième saison d'Esprits criminels, diffusé en 2007.
Mais il décide la même année de se retirer des plateaux pour se concentrer sur une nouvelle passion[réf. nécessaire].

### Courses automobiles (2006-2009)
En 2006, il court en Formule BMW mais ne marque aucun point. Il est sélectionné pour courir la manche finale et mondiale de Formule BMW, où il termine 29e sur 36 d'une course remportée par l'allemand Christian Vietoris.
En 2007, Frankie court en Atlantic Championship, deuxième division du Champ Car. Il se classe 22e avec 41 points. l'année suivante, il passe chez Pacific Coast Motorsports, avec comme coéquipier Carl Skerlong (en) et se classe onzième.
En 2009, au sein de Stargate Worlds Atlantic, au côté de Simona De Silvestro, il se classe neuvième.

### Retour difficile (depuis 2010)

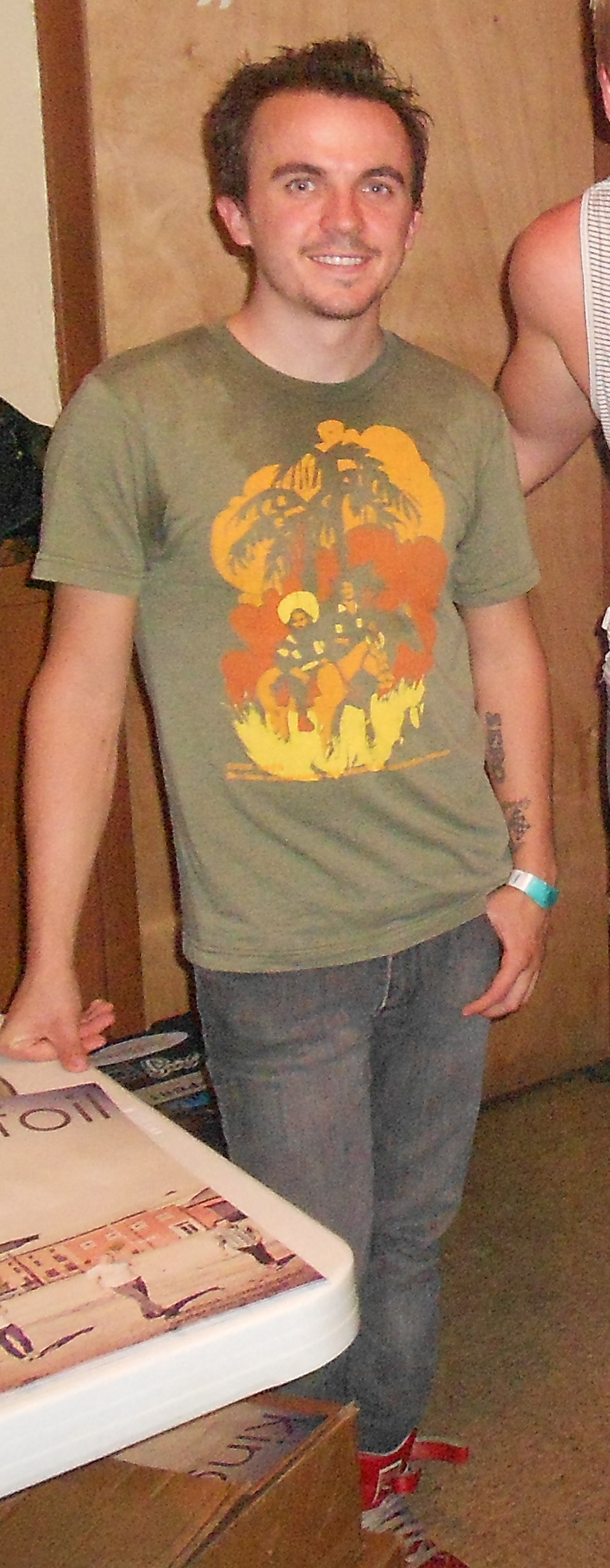
Muniz en mai 2012, après un concert de Kingsfoil.

Au début des années 2010, il tente un retour médiatique : en 2008, son projet de film avec la rappeuse américaine Missy Elliott et Brianna Perry est avorté.
Il tient alors le premier rôle d'un film d'action à petit budget, Pizza Man. Il y joue un livreur de pizza qui se découvre une force surhumaine, aux côtés de Diamond Dallas Page, mais le projet passe inaperçu. Il se concentre alors sur la musique : en 2010, il devient le batteur d'un groupe pop-rock non signé, You Hang Up. C'est Zac Hanson du groupe Hanson qui lui apprend à jouer de la batterie.
En 2012, il rejoint Kingsfoil (de), un groupe basé à York en Pennsylvanie, et revient vers les séries télévisées. Le 20 février 2014, il annonce qu'il quitte le groupe en raison de conflits d'horaires, les membres du groupe ayant décidé de le remplacer par un autre batteur.
Il tente de revenir vers Hollywood à travers les séries et des rôles parodiques : en 2012, il joue son propre rôle dans l'éphémère sitcom de la chaîne ABC, Don't Trust the B---- in Apartment 23 et, en 2015, joue son propre rôle dans la série policière Les Mystères de Laura. Il apparait aussi dans des téléfilms de série Z : en 2013, il est l'acteur principal du film d'action Tempête à Las Vegas. Et en 2015, il est au casting de la comédie fantastique Sharknado 3 : Oh Hell No !, de Anthony C. Ferrante.
En 2017, il finit par accepter de participer à la version américaine de la célèbre émission de danse, Dancing with the Stars. Il fera partie des candidats de la 25e saison.
L'année suivante il est présentateur de Dancing with the Stars Juniors aux côtés de Jordan Fisher.
En 2024 il participe en Australie à l'émission I'm a Celebrity… Get Me Out of Here! saison 10. Au bout de 21 jours il abandonne.

### Vie personnelle
Depuis le 24 octobre 2011 jusqu'à leur séparation, Frankie Muniz était fiancé à Elycia Turnbow, sa petite amie depuis 2006. Le jour de Thanksgiving 2018, il s'est fiancé avec la mannequin Paige Price. Il l'épouse le 21 février 2020 dans la ville de Phoenix en Arizona. Le 27 septembre 2020, le couple a un fils, Mauz Mosley Muniz, né le 22 mars 2021. 
Le 30 novembre 2012, à la suite d'un accident automobile lié à ses courses, il a été victime d'un accident ischémique transitoire (mini-AVC/AIT) et a été transporté à l'hôpital en Arizona. Près d'un an après, le 25 novembre 2013, il est victime d'un deuxième mini-AVC.
Au cours d'une interview en 2017, il raconte qu'il oublie peu à peu ses années Malcolm, conséquence de ses deux mini-AVC.
En 2021, durant une interview dans le podcast de Steve-O, il affirme qu'il aurait été victime d'un mauvais diagnostic et que ces mini-AVC seraient en réalité des migraines ophtalmiques très sévères dont les symptômes seraient similaires. Il affirme également que l'oubli de ses années Malcolm serait en réalité dû au fait que beaucoup trop de choses se passaient dans sa vie à ce moment-là.

## Filmographie

### Acteur

#### Télévision
- 1997 : To dance with Olivia (téléfilm) : Oscar
- 1997 : Les secrets du silence de John Kent Harrison : Sammy petit
- 1998 : Spin City - saison 3, épisodes 6 et 9 : Derek Evans
- 1998 : Sabrina, l'apprentie sorcière - saison 3, épisode 16 : Angelo
- 2000 : Miracle sur la deuxième ligne de Greg Beeman : Justin Yoder
- 2000 - 2006 : Malcolm - 7 saisons, 150 épisodes : Malcolm
- 2001 : The Andy Dick Show - saison 1 épisode 5 : Andy Dick petit
- 2002 : Titus - saison 3, épisode 12 : Nick Galenti
- 2002 : Aux portes du cauchemar - saison 1, épisode 13 : Basketball Fan
- 2002 : Lizzie McGuire - saison 2, épisode 15
- 2004 : Granted (téléfilm) : lui-même
- 2007 : Esprits criminels (saison 3, épisode 10) : Jonny McHale
- 2012 : C'est moi le chef ! - saison 1, épisode 18 : Richard
- 2012 : Don't Trust the B---- in Apartment 23 - saison 2, épisode 1 : lui-même
- 2013 : Tempête à Las Vegas de Jack Perez : Nelson
- 2015 : Les Mystères de Laura - saison 1, épisode 20 : lui-même
- 2015 : Sharknado 3: Oh Hell No! de Anthony C. Ferrante : Lucas Stevens
- 2017 : Preacher - saison 2, épisode 4 : Lui-même
- 2021 : The Rookie : Le Flic de Los Angeles : saison 3, épisode 7 : Corey Harris
- 2023 : New Amsterdam : saison 4, épisode 19

#### Cinéma
- 1999 : Une fille qui a du chien (Lost & Found) de Jeff Pollack : le garçon dans le film à la télévision
- 1999 : Little Man de Howard Libov : Ross
- 2000 : Mon chien Skip de Jay Russell : Willie Morris
- 2000 : Coup de foudre au Plaza (It Had to Be You) de Steven Feder : Franklin
- 2002 : Méchant Menteur de Shawn Levy : Jason Shepherd
- 2002 : Les Voyous de Brooklyn (Deuces Wild) de Scott Kalvert : Scooch
- 2003 : Cody Banks, agent secret de Harald Zwart : l'agent Cody Banks
- 2003 : Deux en un de Peter et Bobby Farrelly : lui-même et petit ami de Cher
- 2004 : Cody Banks, agent secret 2 : Destination Londres de Kevin Allen : l'agent Cody Banks
- 2006 : Stay Alive de William Brent Bell : Swink Sylvania
- 2007 : My Sexiest Year de Howard Himelstein : Jake
- 2007 : Walk Hard: The Dewey Cox Story de Jake Kasdan : Buddy Holly (caméo)
- 2008 : Extreme Movie d'Adam Jay Epstein et Andrew Jacobson : Chuck
- 2011 : Pizza Man de Joe Eckardt : Matt Burns / Pizza Man
- 2018 : Hot Bath an' a Stiff Drink 2 de Matthew Gratzner : le député Allister Jenkins
- 2018 : Road to Capri de Boris Damast : Daniel
- 2018 : Another Day in Paradise de Jeffery Patterson : Mike

#### Doublage
- 2000 : Les 102 Dalmatiens à la rescousse (jeu vidéo) : voix de Domino
- 2001 : Les Simpson saison 12, épisode 18 : Triple Erreur : Thelonius
- 2001 : Docteur Dolittle 2 de Steve Carr : voix de l'ourson
- 2001 - 2005 : Mes parrains sont magiques - 28 épisodes : voix de Chester McBadbat
- 2002 : Fillmore - saison 1, épisodes 2 et 3 : voix de Tony / Augie / Willie
- 2003 : Les Mystères de Moville - saison 2, épisode 1 : voix de Mosley 'Mo' Moville
- 2003 : Clifford le grand chien rouge - saison 2, épisode 25 : voix de Frankie
- 2005 : Zig Zag, l'étalon zébré, de Frederik Du Chau : voix VO de Zig-Zag
- 2006 : Choose Your Own Adventure: The Abominable Snowman de Bob Doucette : voix de Benjamin North
- 2010 : The Legend of Secret Pass de Steve Trenbirth : voix de Manu
- 2020 : Harley Quinn : lui-même

### Producteur
- 2004 : Granted (téléfilm) : producteur exécutif
- 2006 : Choose Your Own Adventure: The Abominable Snowman de Bob Doucette : producteur exécutif
- 2007 : Choose Connor de Luke Eberl : producteur associé

### Scénariste
- 2004 : Granted (téléfilm)

## Résultats de carrière automobile

### Championnat de l'Atlantique
| Année | Équipe                    | 1       | 2      | 3      | 4        | 5       | 6       | 7       | 8      | 9       | 10      | 11     | 12     | Position | Points |
| ----- | ------------------------- | ------- | ------ | ------ | -------- | ------- | ------- | ------- | ------ | ------- | ------- | ------ | ------ | -------- | ------ |
| 2007  | Jensen MotorSport         | LVG Ret | LBH 19 | HOU 21 | POR1 Ret | POR2 20 | CLE Ret | MTT Ret | TOR 9  | EDM1 17 | EDM2 16 | SJO 11 | ROA 18 | 22e      | 41     |
| 2008  | Pacific Coast Motorsports | LBH 15  | LS 13  | MTT 11 | EDM1 12  | EDM2 13 | ROA1 11 | ROA2 10 | TRR 12 | NJ 10   | UTA 14  | ATL 9  |        | 11e      | 102    |
| 2009  | Team Stargate Worlds      | SEB 10  | UTA 4  | NJ1 8  | NJ2 8    | LIM 10  | ACC1 7  | ACC2 7  | MDO 8  | TRR 6   | MOS     | ATL    | LS     | 9e       | 62     |

## Voix francophones
En France
| - Brice Ournac dans : - Malcolm (série télévisée) - Méchant Menteur - Tempête à Las Vegas (téléfilm) - Sharknado 3: Oh Hell No! (téléfilm) - The Rookie : Le Flic de Los Angeles (série télévisée) - Donald Reignoux dans : - Aux portes du cauchemar (série télévisée) - Cody Banks, agent secret - Cody Banks, agent secret 2 : Destination Londres | Et aussi - Thierry Bourdon dans Lizzie McGuire (série télévisée) - Grégory Lemarchal dans Zig Zag, l'étalon zébré (voix) - Tony Marot dans Stay Alive - Thierry Janssen dans Mes parrains sont magiques (voix) - Nessym Guetat dans Esprits criminels - Yann Le Madic dans Walk Hard: The Dewey Cox Story |